# Tettigonia ibuki
Tettigonia ibuki är en insektsart som beskrevs av Furukawa 1938. Tettigonia ibuki ingår i släktet Tettigonia och familjen vårtbitare. Inga underarter finns listade i Catalogue of Life.